# Metarthrodes
Genre
Synonymes
- Exochobunus Mello-Leitão, 1931
- Heterampheres Mello-Leitão, 1935
- Kapichaba Mello-Leitão, 1942
- Varzellinia Mello-Leitão, 1942

Metarthrodes est un genre d'opilions laniatores de la famille des Gonyleptidae.

## Distribution
Les espèces de ce genre sont endémiques du Brésil. Elles se rencontrent dans les États de São Paulo, de Rio de Janeiro, d'Espírito Santo et de Bahia.

## Liste des espèces
Selon World Catalogue of Opiliones (19/08/2021) :
- Metarthrodes albotaeniatus (Mello-Leitão, 1942)
- Metarthrodes bimaculatus Roewer, 1913
- Metarthrodes hamatus Roewer, 1931
- Metarthrodes laetabundus (Sørensen, 1884)
- Metarthrodes leucopygus Roewer, 1913
- Metarthrodes longipes (Soares, 1945)
- Metarthrodes nigrigranulatus Roewer, 1913
- Metarthrodes oxum Mendes & Barros, 2013
- Metarthrodes pulcherrimus (Mello-Leitão, 1931)
- Metarthrodes xango Pinto-da-Rocha, 2002

## Publication originale
- Roewer, 1913 : « Die Familie der Gonyleptiden der Opiliones-Laniatores. » Archiv für Naturgeschichte, sér. A, vol. 79, no 4, p. 1–256 (texte intégral).